# Oxeoschistus tauropolis
Oxeoschistus tauropolis is een vlinder uit de onderfamilie Satyrinae van de familie Nymphalidae. De wetenschappelijke naam van de soort is, als Pronophila tauropolis, voor het eerst geldig gepubliceerd in 1856 door John Obadiah Westwood.